# Crotalaria adolfi
Crotalaria adolfi är en ärtväxtart som beskrevs av Hermann August Theodor Harms. Crotalaria adolfi ingår i släktet sunnhampor, och familjen ärtväxter. Inga underarter finns listade i Catalogue of Life.